# Куренівський аеродром
50°29′38″ пн. ш. 30°28′56″ сх. д. / 50.493889° пн. ш. 30.482277° сх. д.
Куренівський аеродром (також Куренівське цивільне летовище) — аеродром Київського товариства повітроплавання (КТП), існував в Києві з 1909—1910 р. Розташовувався на Куренівських (Оболонських) луках, за 1,5-2 км від Кирилівської лікарні, на правому березі Почайни (зараз — озера Опечень, на захід від них), між Куренівкою і сучасним масивом Оболонь, у районі проспекту С. Бандери та станції метро Почайна.

## Історія
Перші польоти літаків у Києві відбулися навесні 1910 року. 21 та 25 квітня С. І. Уточкін провів показові польоти на Сирецькому іподромі (зараз — територія кіностудії ім. О. Довженка), які подивились 50 тисяч киян, а 23 травня там же відбувся політ літака професора Київського політехнічного інституту, члена Київського товариства повітроплавання (далі за текстом - КТП) О. С. Кудашева — перший у Російський імперії політ літака вітчизняної конструкції.
Згідно з києвознавцем М. Рибаковим початок Куренівському летовищу був покладений у вересні 1910 р., коли пілот КТП Ф. Л. Гейне звернувся до міської Думи з проханням відвести йому в користування землю на Куренівці під аеродром. Аеродром передбачали використовувати для потреб задуманої у майбутньому повітроплавної школи. За іншими даними, летовище було побудоване КТП 1909 року.
Невдовзі, питанням аеродрому на Куренівці почало перейматися власне Київське товариство повітроплавання, яке відчувало потребу у власному летовищі. Призвідником став почесний член товариства, пілот і конструктор літаків Ф. Ф. Терещенко. Він запропонував відкрити підписку на будівництво аеродрому і перший зробив внесок 3000 крб. Вже 18 вересня 1911 р., під час проведення Київського авіаційного тижня (проходив до 2 жовтня), відбулось урочисте відкриття Куренівського аеродрому. У тижні взяли участь І. Сікорський на літаку власної конструкції С-5, Гейне на Блеріо, Фрейман на моноплані Билінкіна, дель Кампо-Сціпіо на Морані, Серебряніків на Сікорському С-3, Дуглас на Сікорському С-4, льотчиця Галанчікова на Фармані та інші. Під час тижня, проводились змагання за найбільші показники висоти, швидкості та часу перебування у повітрі, нагорода за перше місце складала 500 крб., за друге — 200 крб. Найбільш вдалі досягнення продемонстрували Сікорський та Кампо-Сціпіо.
У вересні 1912 року, на аеродромі відкрилась виставка літальних апаратів для учнів-гімназистів.
Куренівське летовище стало основним льотним осередком Києва. У 1912—1913 рр. другим подібним осередком, став Сирецький військовий аеродром, тоді як Куренівське, залишилося основним цивільним летовищем. Товариство повітроплавання здійснювало також, підготовку пілотів на аеродромі – до квітня 1913 дипломи авіаторів отримали 15 осіб. У березні 1913 року, були розроблені положення, правила прийому, настанови з навчання та проєкт кошторису Авіаційної школи Товариства, яка повинна була міститися на Куренівському летовищі. На початку 1914 року Імператорський Всеросійський аероклуб визнав Куренівський аеродром придатним для спортивних польотів, про що було повідомлено на об'єднаному засіданні ради і спортивного комітету КТП, яке відбулось 25 лютого 1914. Це рішення було необхідним для визнання Міжнародною повітроплавальною федерацією рекордів, встановлених київськими авіаторами. Для пілотів, що літали на аеродромі, були передбачені призи за досягнення найбільшої висоти — 2500 і 4000 крб.

### Куренівський аеродром та Ігор Сікорський
Куренівське летовище тісно пов'язане зі становленням, в якості творця літаків, видатного українського авіаконструктора зі світовим ім'ям, І. І. Сікорського. Три перших літака Сікорського (С-1 (БІС-1), С-2 (БІС-2) та С-3) були збудовані і проходили випробування на цьому аеродромі починаючи з весни 1910 року. Літаки створювались у ангарі, що належав Сікорському спільно з Билінкіним — представником заможної купецької родини та сподвижником авіації (інше джерело описує два побудованих Сікорським ангари). Через рік, навесні 1911 року, Сікорський перебрався на летовище, яке було засноване командуванням Київського військового округу на Сирецькому стрільбищі (на захід від сучасного парку Нивки). Там він створив п'ять наступних літаків своєї конструкції.
Успіх конструкцій Сікорського (особливо С-5 та С-6А — останній літак отримав велику золоту медаль на Московській повітроплавній виставці), привернув увагу до молодого конструктора, після чого він отримав пропозицію стати головним конструктором авіаційного відділу Російсько-Балтійського вагонного заводу у Петербурзі. На цій посаді Сікорський спроєктував та збудував перший у світі багатомоторний літак «Гранд» (згодом «Руський витязь»).

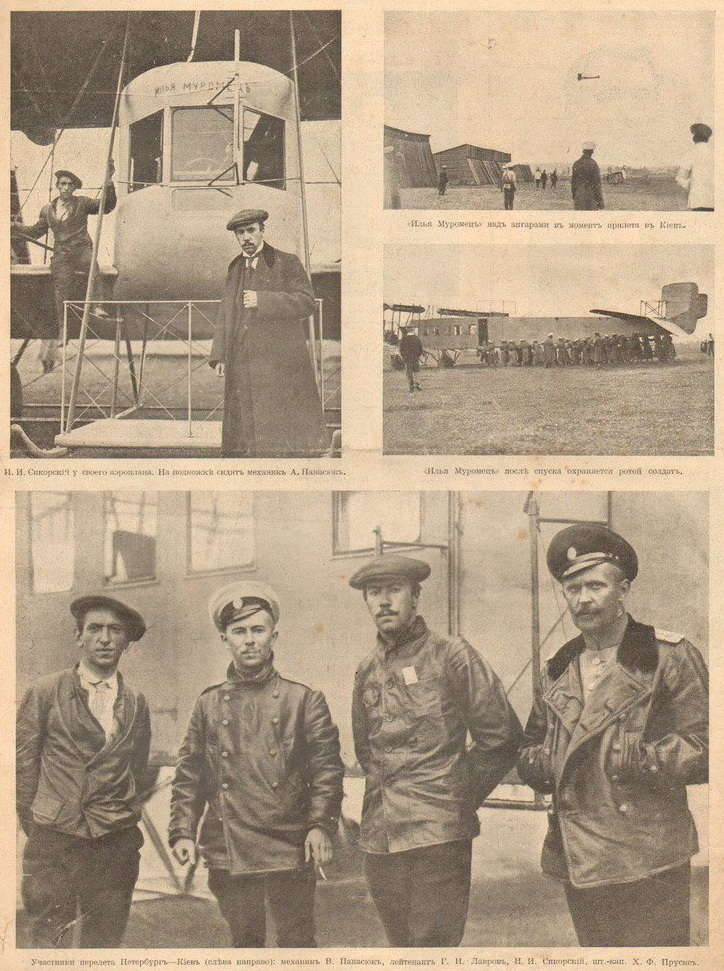
Літак «Ілля Муромець» та його екіпаж після перельоту з Петербургу на Куренівському аеродромі, 17 червня 1914 р.

1913 року, розвиваючи задуми, покладені у конструкцію «Гранда», Сікорський створив літак «Ілля Муромець», на другому примірникові якого він здійснив рекордний переліт Петербург-Київ-Петербург. Переліт проходив з 16 по 28 червня 1914 року. Сікорський виконував обов'язки командира повітряного судна та першого пілота, загальна чисельність екіпажу в польоті до Києва — 4 особи, з Києва до Петербургу — 3. До Києва літак прибув 17 червня, здійснивши посадку на Куренівському летовищі, де і перебував наступних 11 днів. Прибуття «Іллі Муромця» було зустрінуто в місті з великим захопленням. В перший же вечір Сікорський з екіпажем були урочисто прийняті в Київському товаристві повітроплавання, де Сікорський отримав велику золоту медаль. В наступні дні велика кількість киян відвідала аеродром для огляду літака. Було зроблено кілька демонстраційних польотів навколо міста для важливих осіб, родичів та знайомих Сікорського, в деяких з них «Іллю Муромця» супроводжував штабс-капітан П. Нестеров на своєму літаку. У будівлі Купецького зібрання відбувся урочистий вечір на честь героїв перельоту, де також був присутній П. Нестеров. На той час, цей переліт поставив світовий рекорд дальності та часу перебування у повітрі. Літак же отримав нову назву — «Ілля Муромець Київський».

## Опис
Аеродром являв з себе льотне поле з чотирма ангарами: три ангара товариства, з літаками Свєшнікова, Серебрянікова і Билінкіна, і власний ангар Карпекі. За іншими джерелами два ангара також мав Сікорський.
Конструктор Ф. Ф. Андерс для власного дирижабля «Київ» побудував елінг та кислотний газовидобувний апарат, що за 5-6 діб наповняв оболонку дирижабля газом.
Крім того були погреб для пального, трибуни для глядачів, буфет, будиночок сторожа з приміщенням для членів КТП і авіаторів; на сигнальний щоглі аеродрому майорів прапор товариства. Вхід для публики був платний — 25-50 коп., місця на трибунах — 1-2 крб., в'їзд на екіпажі — 10 крб. У 1913 році аеродром був пов'язаний з містом телефоном.